# Сам II (Комагена)
Сам II Теозеб Дикай (на гръцки: Σάμος Θεοσεβής Δίκαιος; на латински: Sámos Theosebḗs Díkaios, също Sames; † 109 пр.н.е.) е вторият цар на Комагена от 130 пр.н.е. до 109 пр.н.е.

## Биография
Той е от арменски произход от династията на Ервандидите (Оронтидите). През 130 пр.н.е. наследява баща си Птолемей на трона.
По времето на неговото управление е построена крепост в Самосата, която днес е залята от язовира Ататюрк.
Сам е женен за Питодорида (Питодорис), дъщеря на царя на Понт, и има син Митридат I Калиник.
Сам умира през 109 пр.н.е. и е наследен от неговия син Митридат I, който е женен за Лаодика VII Теа, дъщеря на Антиох VIII Грюпос и Трифайна Клеопатра от Птоломеите, дъщеря на египетския цар Птолемей VIII.